# Keczer Tamás
Lipóczi Keczer Tamás János (Budapest, 1932. március 11. –) magyar pszichológus, egyetemi tanár.

## Életpályája
Szülei pedagógusok voltak. Elemi iskoláit Budapesten végezte el. Középiskolai tanulmányait az Óbudai Gimnáziumban kezdte; Makón érettségizett a Makói József Attila Gimnáziumban 1950-ben. A Szegedi Tanárképző Főiskola természetrajz-testnevelés szakát végezte el 1953-ban. Szakmai gyakorlatát Szarvason kezdte. A diploma megszerzése után Csabacsűdön oktatott. 1954–1961 között oktatóként dolgozott a Szent István téri általános iskolában. 1956–1961 között testnevelési szakfelügyelőként dolgozott. 1961–1978 között a Mező Imre Kollégium igazgatója volt. A József Attila Tudományegyetem hallgatója volt pedagógia szakon. 1970–1977 között a Makói József Attila Gimnáziumban oktatott biológiát és pszichológiát. 1979-ben pszichológiából doktorált. 1978–1985 között a Juhász Gyula Tanárképző Főiskola pszichológia tanszékén oktatott. Tanársegédként Kerék György mellett dolgozott. 1979-től adjunktusként, végül megbízott tanszékvezetőként 1988–1989 között tevékenykedett. 1985–1989 között a Megyei Művelődési Osztály vezetője volt. 1985–1995 között óraadó volt a József Attila Tudományegyetem Pedagógiai Tanszékén. 1986-ban a Művelődési Minisztérium főosztályvezetője lett. 1989–1990 között államtitkár-helyettes volt az Országos Sporthivatalban. 1990-ben nyugdíjba vonult. 1990-ben tért vissza Makóra. 1991–2000 között a makói Művelődési Osztály vezetője volt.

## Kitüntetései
- Magyar Bronz Érdemkereszt (2006)[1]
- Makó város díszpolgára (2006)
- Rubin diploma (2023)[2][3]